# Rejon białocerkiewski (1930–2020)
Rejon białocerkiewski (ukr. Білоцерківський район) – jednostka administracyjna w składzie obwodu kijowskiego Ukrainy istniejąca w latach 1930-2020.
Powstał w 1930. Miał powierzchnię 1276,8 km². Siedzibą władz rejonu była Biała Cerkiew.
W skład rejonu wchodziły jedna miejska rada, jedna osiedlowa rada oraz 34 silskie rady, obejmujące 58 wsi.

## Miejscowości rejonu
- Bakały (Бакали)
- Bykowa Hrebla (Бикова Гребля)
- Błoszczynci (Блощинці)
- Buhajiwka (Бугаївка)
- Chrapaczi (Храпачі)
- Czepylijiwka (Чепиліївка)
- Czerkas (Черкас, Биково-Гребельська с.р.)
- Czerkas (Черкас, Поправська с.р.)
- Czmyriwka (Чмирівка)
- Czupyra (Чупира)
- Drozdy (Дрозди)
- Fastiwka (Фастівка)
- Fesiury (Фесюри)
- Fursy (Фурси)
- Hajok (Гайок)
- Hłuszky (Глушки)
- Hłyboczka (Глибочка)
- Horodyszcze (Городище)
- Iwaniwka (Іванівка)
- Jabłuniwka[1] (Яблунівка)
- Josypiwka (Йосипівка)
- Kłoczky (Клочки)
- Korżiwka (Коржівка)
- Kożenyky (Коженики)
- Krasne (Красне)
- Ludwyniwka (Людвинівка)
- Makijiwka (Макіївка)
- Mała Antoniwka (Мала Антонівка)
- Mała Skwyra (Мала Сквирка)
- Mała Wilszanka (Мала Вільшанка)
- Matiuszi (Матюші)
- Mazepynci (Мазепинці)
- Meżowe (Межове)
- Mychajliwka (Михайлівка)
- Odnorih (Одноріг)
- Olijnykowa Słoboda (Олійникова Слобода)
- Ostrijky (Острійки)
- Ozerna (Озерна)
- Pawliwka (Павлівка)
- Piszczana (Піщана)
- Poprawka (Поправка)
- Potijiwka (Потіївка)
- Rozalijiwka (Розаліївка)
- Pyłypcza (Пилипча)
- Skrebyszi (Скребиші)
- Sorokotiahy (Сорокотяги)
- Stepok (Степок)
- Sucholisy (Сухоліси)
- Sydory (Сидори)
- Szkariwka(Шкарівка)
- Szczerbaky (Щербаки)
- Tarasiwka (Тарасівка)
- Terezyne (Терезине)
- Tomyliwka (Томилівка)
- Truszky (Трушки)
- Uzyn (Узин)
- Wasyliw (Василів)
- Werbowa (Вербова)
- Wilna Tarasiwka (Вільна Тарасівка)
- Wołodymyriwka (Володимирівка)
- Zatysza (Затиша)